# Scart

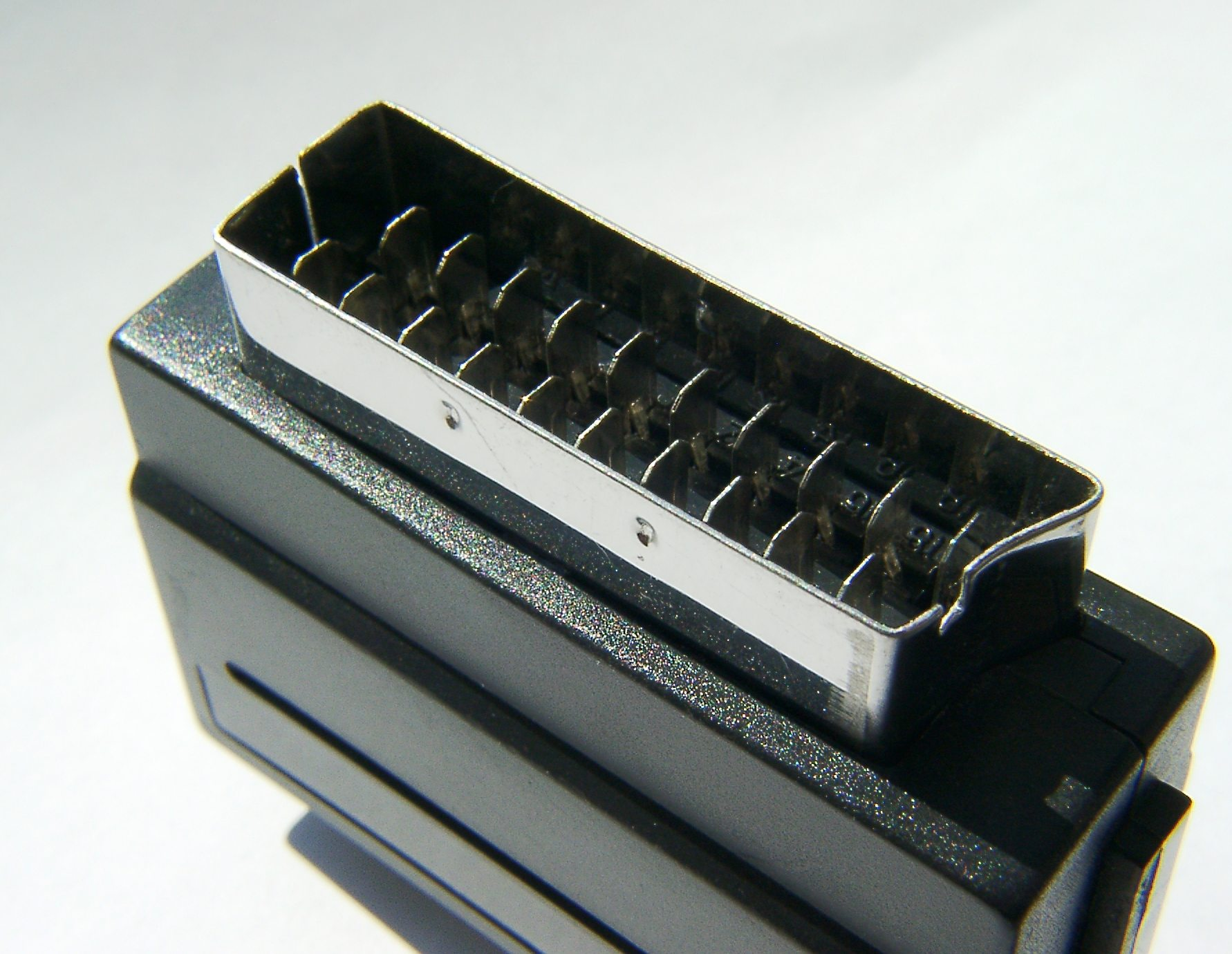
Scart-stekker

Scart (of Euroconnector) is een oorspronkelijk Franse standaard voor het verbinden van audiovisuele apparaten. De standaard werd ontworpen in Frankrijk in 1978 en is wettelijk verplicht sinds 1981 in alle televisie- en video-apparatuur die in Frankrijk op de markt is gebracht.
Een scart-connector bestaat uit 21 pinnen en voorziet in analoge audio- en videosignalen in beide richtingen. De connector maakt het mogelijk eenvoudig externe apparatuur zoals videorecorders en dvd-spelers aan te sluiten op de televisie.
De technische naam voor de CENELEC norm is EN 50049-1: 1997.
Scart staat voor Syndicat des Constructeurs d'Appareils Radiorécepteurs et Téléviseurs (Unie van radio- en televisiefabrikanten). In Frankrijk wordt de connector vaak Péritel genoemd, in andere landen ook bekend als Euroconnector, Euro-SCART, EuroAV, of EIA Multiport.

## Motivatie en toepassingen voor scart

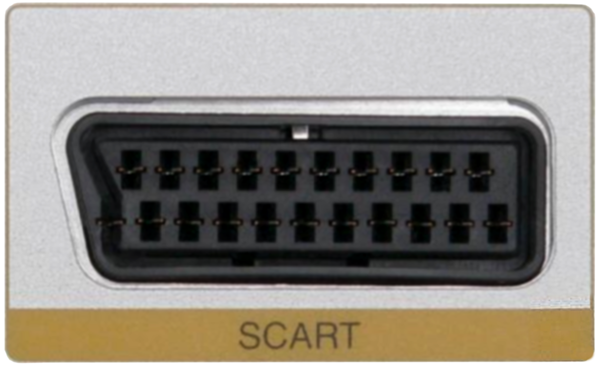
Scartaansluiting

Vóór de introductie van de scartconnectoren bestond er geen gestandaardiseerde manier om een signaal naar de televisie te sturen anders dan de hoogfrequente antenne-ingang, en zelfs de antenne-aansluitingen verschilden per land. Op apparaten waar wel een videoingangsmogelijkheid op zat, was deze connector vaak fabrikantspecifiek. Bijvoorbeeld, een VHS-videorecorder kon zowel connector voor een composiet videosignaal hebben in de vorm van een Duitse DIN-plug als een Amerikaanse tulpstekker.
Dankzij scart is het aansluiten van apparaten een stuk eenvoudiger geworden. Er is slechts één kabel tussen de verschillende apparaten nodig die onmogelijk verkeerd aangesloten kan worden. Door de veelheid aan signalen die door de kabel gaan is er geen behoefte meer aan extra kabels. Apparaten met meerdere scartconnectoren sturen het signaal dat binnenkomt, indien zij niet actief zijn, onveranderd weer uit, zodat het mogelijk is een hele keten van apparaten op de televisie aan te sluiten.
Enkele veelgebruikte toepassingen van SCART zijn dvd-spelers, televisies, spelcomputers, homecomputers, en satellietontvangers.

## RGB & S-Video

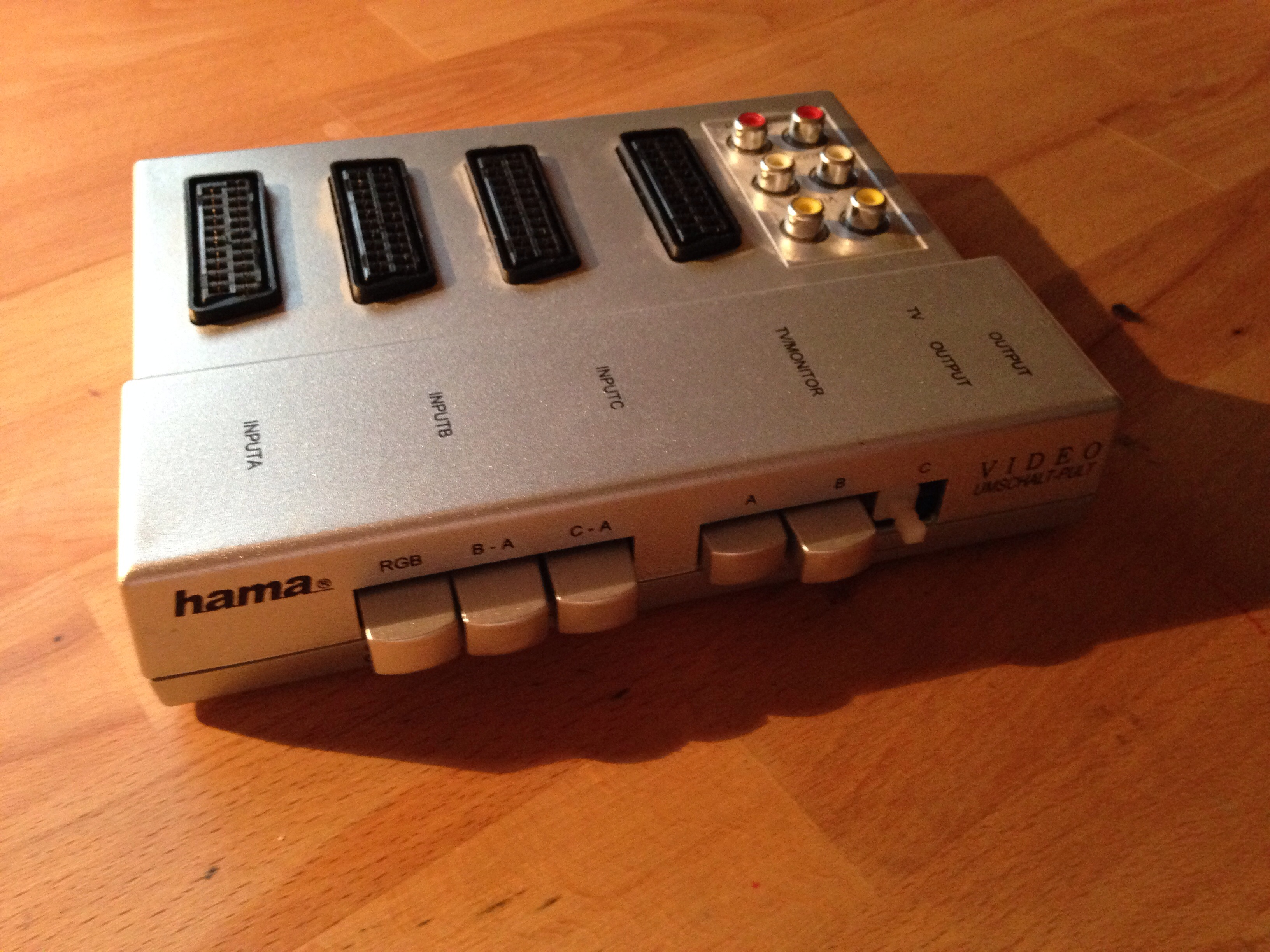
Scartverdeelkastje

Behalve het conventionele composiet videosignaal geeft scart de mogelijkheid om signalen in RGB-formaat uit te zenden. Het composietsignaal leidt normaal tot een flink kwaliteitsverlies van het beeld omdat het geperst moet worden in de krappe 6,5 MHz aan analoge bandbreedte die voor PAL-signaal gespecificeerd is. Bij RGB is zoveel analoge bandbreedte beschikbaar als de bekabeling toestaat. Hierdoor kunnen nieuwe digitale videobronnen zoals dvd-spelers en satellietontvangers een zeer hoge analoge beeldkwaliteit realiseren.
De RGB-implementatie in scart is vrijwel geheel compatibel met de VGA-standaard die in de computerwereld gebruikt wordt. De enige verschillen zijn dat bij scart de horizontale synchronisatie (terugslag) een vaste frequentie van 15,625 kHz heeft en de verticale synchronisatie tussen 50 en 60 Hz dient te liggen. Bij VGA is de horizontale terugslag variabel, maar minimaal 31 kHz, evenals de verticale terugslag, die minimaal 50 Hz is. Een ander verschil is dat bij scart beide terugslagsignalen op dezelfde elektrische leiding worden doorgegeven en bij VGA op twee aparte leidingen.
Omdat het verschil zo klein is kan eigenlijk iedere computer een RGB-scartsignaal genereren. De elektronica op de grafische kaarten is flexibel genoeg voor een 15 kHz frequentie en de meeste grafische kaarten zijn in staat beide terugslagsignalen op één elektrische leiding te zetten. Indien deze ontbreekt kunnen beide leidingen worden samengevoegd door een primitieve elektronische schakeling die met gemak in de stekker past.
Alhoewel duidelijk superieur ten opzichte van de mogelijkheid de televisie via composiet aan te sturen wordt van deze mogelijkheid helaas echter weinig gebruikgemaakt wegens gebrek aan softwareondersteuning. Het is bijna alleen maar mogelijk dit te doen met het Linux-besturingssysteem.
In de scartconnector was aanvankelijk geen S-Video voorzien. Dit formaat biedt een aanzienlijk betere beeldkwaliteit dan composiet, maar minder dan RGB. Hoewel vanuit de scartkant gezien feitelijk overbodig, werd deze signaalvorm in de jaren 90 erg populair en werd een S-Videofunctie aan scart toegevoegd. Dit heeft enige verwarring voor de consument opgeleverd; het is aan een televisie lastig te zien of de S-Videofunctie ondersteund is.

## Pinbezetting
| | Audio | Video | Overige |
| 1 (uit) → rechts → 2 (in) 2 (in) ← rechts ← 1 (uit) 3 (uit) → links → 6 (in) 6 (in) ← links ← 3 (uit) 4 ↔ retour ↔ 4 | 7 → Blauw → 7 5 ← Blauw, retour ← 5 11 → Groen → 11 9 ← Groen, retour ← 9 15 → Rood/chrominantie → 15 13 ← Rood/chrominantie, retour ← 13 19 (uit) → Video/Sync/Luminantie → 20 (in) 20 (in) ← Video/Sync/Luminantie ← 19 (uit) 17 ↔ Video/Sync/Luminantie, retour ↔ 17 16 → Onderdrukking → 16 18 ← Onderdrukking, retour ← 18 | 8 → functiewisseling → 8 12 (uit) → D²B → 12 (DT) 10 (in) ← D²B ← 10 (CLK) 14 ↔ D²B, retour ↔ 14 21 algemene nuldraad (metalen afscherming) 21 |         |

Luminantie en chrominantie zijn een uitbreiding op de oorspronkelijke standaard. Deze signalen zijn, evenals het onderdrukkingssignaal en de synchronisatie, normaliter gemultiplext in het videosignaal (KBOS) op pen 19 en 20.
Pin 8 is een signaal van de videobron dat het soort video aangeeft:
0 V betekent geen signaal, een eventuele scartingang wordt doorgegeven
+6 V betekent een breedbeeldsignaal (16:9)
+12 V betekent een normaal signaal (4:3)
Pin 8 kan ook signalen van de afstandsbediening doorgeven.
D²B (Digital Data Bus) is een IEC-standaard voor een seriële communicatiebus. De bus werd ontwikkeld door Philips in de jaren 70 met als doel huisautomatisering. In scart staat deze bus het toe apparaten digitaal gegevens uit te wisselen.

## Speculaties over de bedoelingen van de ontwerpers van scart
Volgens sommigen was het oorspronkelijk doel van scart het verhinderen van televisie-import uit het buitenland. Vroeger was er in Frankrijk wetgeving die import verhinderde indien een televisie het oude 819-lijnen televisiesysteem dat in Frankrijk gebruikt werd niet aankon. Deze maatregel stopte effectief alle import uit het buitenland. Toen het 819-lijnensysteem echter verdween (de frequentie werd aan Canal plus gegeven) was dit niet langer een geldige reden om imports te stoppen. Daarom werd volgens sommige tongen de scartconnector geïntroduceerd en werd iedere geïmporteerde televisie vervolgens verplicht een scartconnector te hebben. Aangezien zo'n connector geen grote ingreep was en nog best nut had, begonnen buitenlandse producenten ook scartconnectoren op hun televisies aan te brengen.
Een andere genoemde reden was Minitel. Vroege prototypen beschikten niet over een eigen scherm maar gebruikten hier de televisie voor. Omdat een hoogfrequente aansluitmethode tot een slechte tekstscherpte had geleid was een RGB-mogelijkheid op televisies bijzonder welkom. Uiteindelijk kwam er slechts één model terminal op de markt en deze had een klein ingebouwd monochroom scherm.